# Preikestolen
Preikestolen est une falaise de Norvège qui culmine à 604 mètres au-dessus des eaux du Lysefjord. Attirés par le point de vue offert au bord du vide, les milliers de randonneurs qui se rendent sur le site chaque année en font un des plus importants sites touristiques du pays.

## Toponymie
Preikestolen en nynorsk ou Prekestolen en bokmål sont deux toponymes en norvégien qui signifient en français « La Chaire ». Sa forme mais aussi le fait que des sacrifices y auraient été pratiqués expliquent ce nom.
Le rocher était autrefois appelé Hyvlatånnå ou Hyvlatonnå qui signifie « dent rabotée »,.

## Géographie
Preikestolen est situé dans le Sud-Ouest de la Norvège, sur le territoire de la commune de Strand, dans le landskap de Ryfylke du comté de Rogaland. Cette avancée de la falaise granitique surplombe de ses 604 mètres la rive nord du Lysefjord à l'est de Stavanger,. De par sa forme plate d'environ 600 m2 soit 25 mètres sur 25, sa section carrée et son léger surplomb sur le fjord, la falaise est comparable à une chaire.

## Histoire
Preikestolen s'est formé il y a environ 10 000 ans à la fin de la dernière période glaciaire. Le retrait des glaces provoque la décompression des roches qui se fragmentent. Les éléments climatiques et la gravité érodent la paroi selon les failles de détachement et donnent naissance au promontoire actuel. Certaines de ces failles sont toujours visibles comme celle située à la base de Preikestolen et qui la sépare du reste de la montagne,.

## Tourisme
Environ 120 000 personnes se sont rendues en 2008 à Preikestolen. Deux heures de marche sont nécessaires pour franchir les 350 mètres de dénivelé, les 3 800 mètres de distance et atteindre la falaise, à travers bruyère, rochers et lacs. Certains passages de la randonnée sont escarpés.
Les autorités ont choisi de ne pas installer de barrières ni de recourir à toute autre mesure de sécurité afin d'éviter de nuire à la beauté du site. De plus, les accidents mortels y sont extrêmement rares malgré les 200 000 visiteurs annuels. En outre, de telles mesures de sécurité pourraient paradoxalement favoriser des comportements dangereux de la part de certains visiteurs, tels que l'escalade des barrières. Une politique habituelle de la part des autorités norvégiennes est de considérer que « l'on ne peut pas clôturer toute la nature du pays », politique soutenue par une population norvégienne plus habituée à cet aspect de « nature dangereuse » que les touristes étrangers.
Jusqu'en 2013, il n'y avait jamais eu d'accident mortel recensé sur le site bien qu'il y ait déjà eu des suicides et des tentatives de suicide. En février 2000, une Autrichienne et un Norvégien se suicident en sautant ensemble de la falaise après s'être rencontrés sur Internet et avoir formé un pacte de suicide. En octobre 2004, un couple d'Allemands sont sur le point de se suicider lorsqu'ils sont interrompus par les autorités avant d'avoir pu passer à l'acte. Le 8 octobre 2013, un touriste espagnol est la première victime d'une chute accidentelle mais des éléments ultérieurs accréditent cependant la thèse d'un suicide. En juin 2024, un homme meurt à la suite d'une chute accidentelle. 

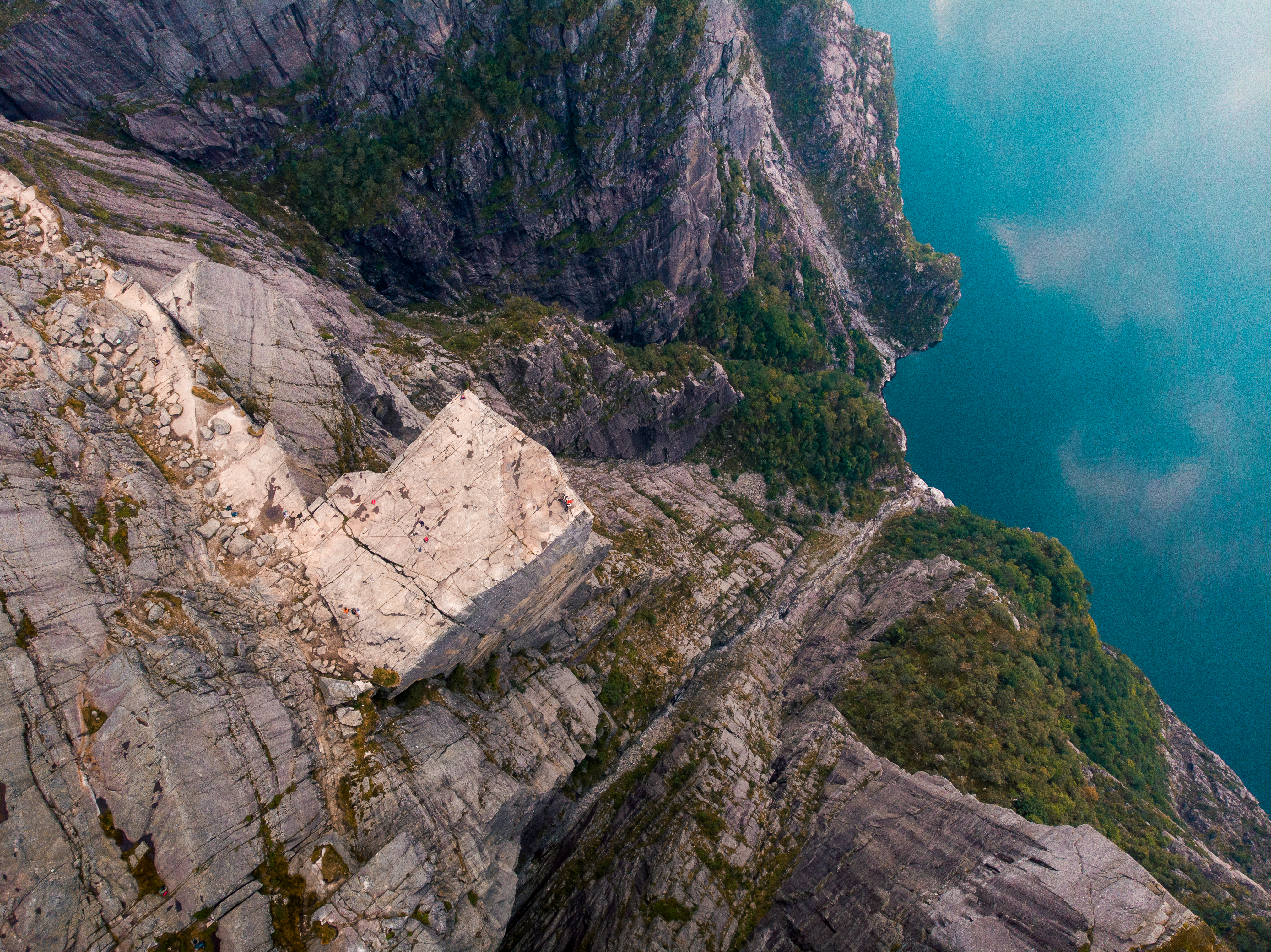
Vue en plongée de Preikestolen.
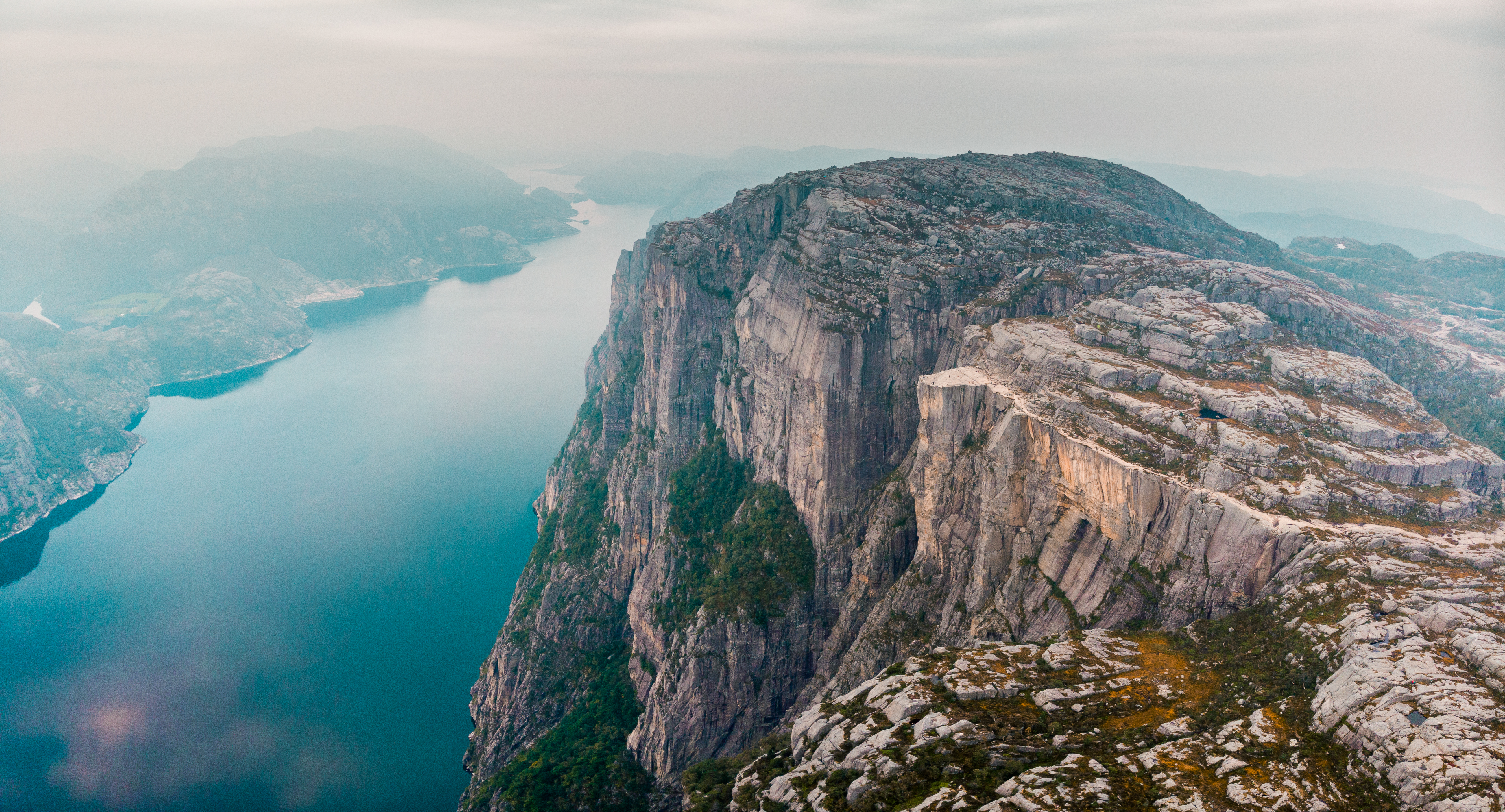
Vue distante de Preikestolen dominant le Lysefjord.
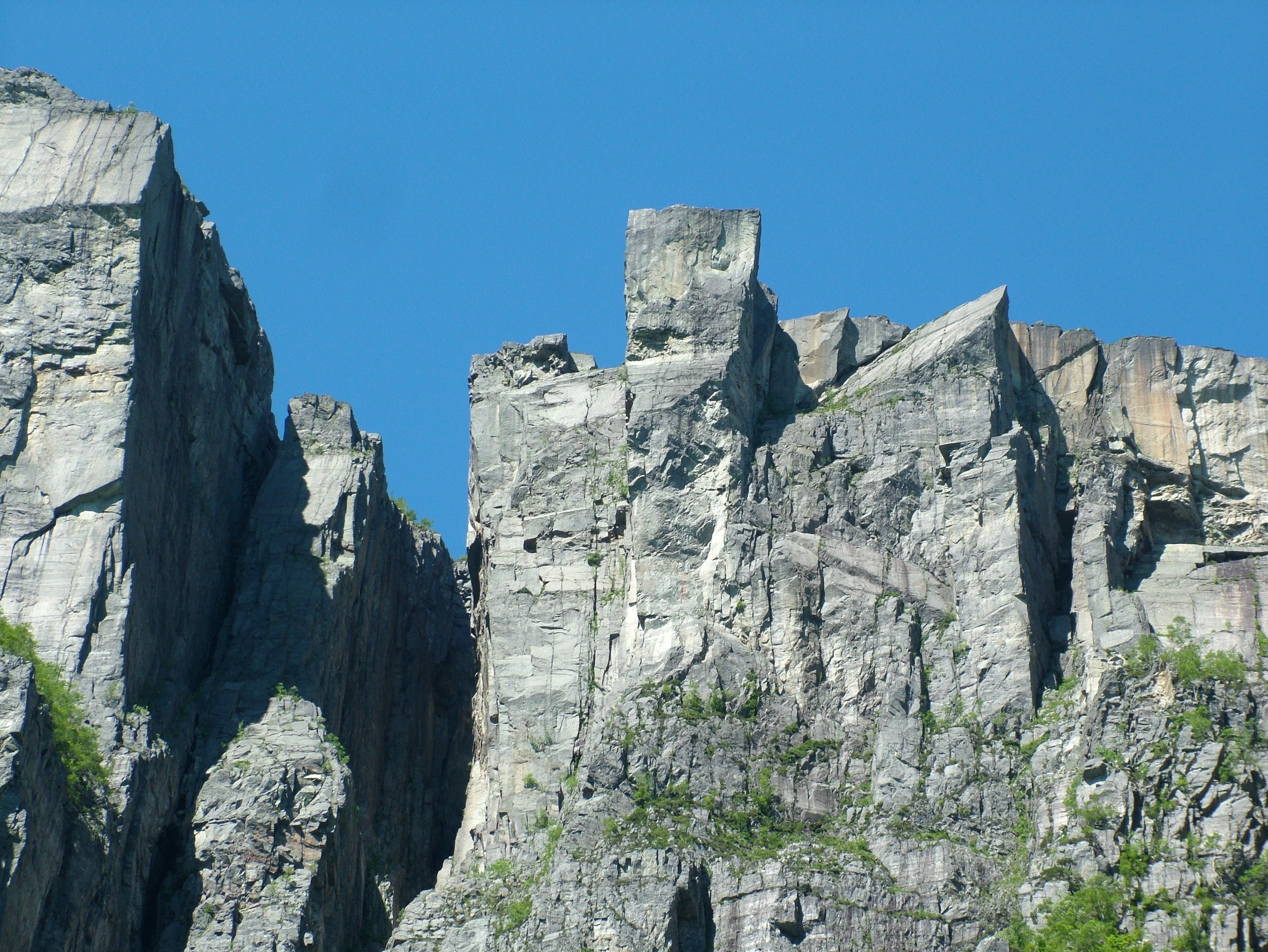
Vue en contre-plongée de Preikestolen.
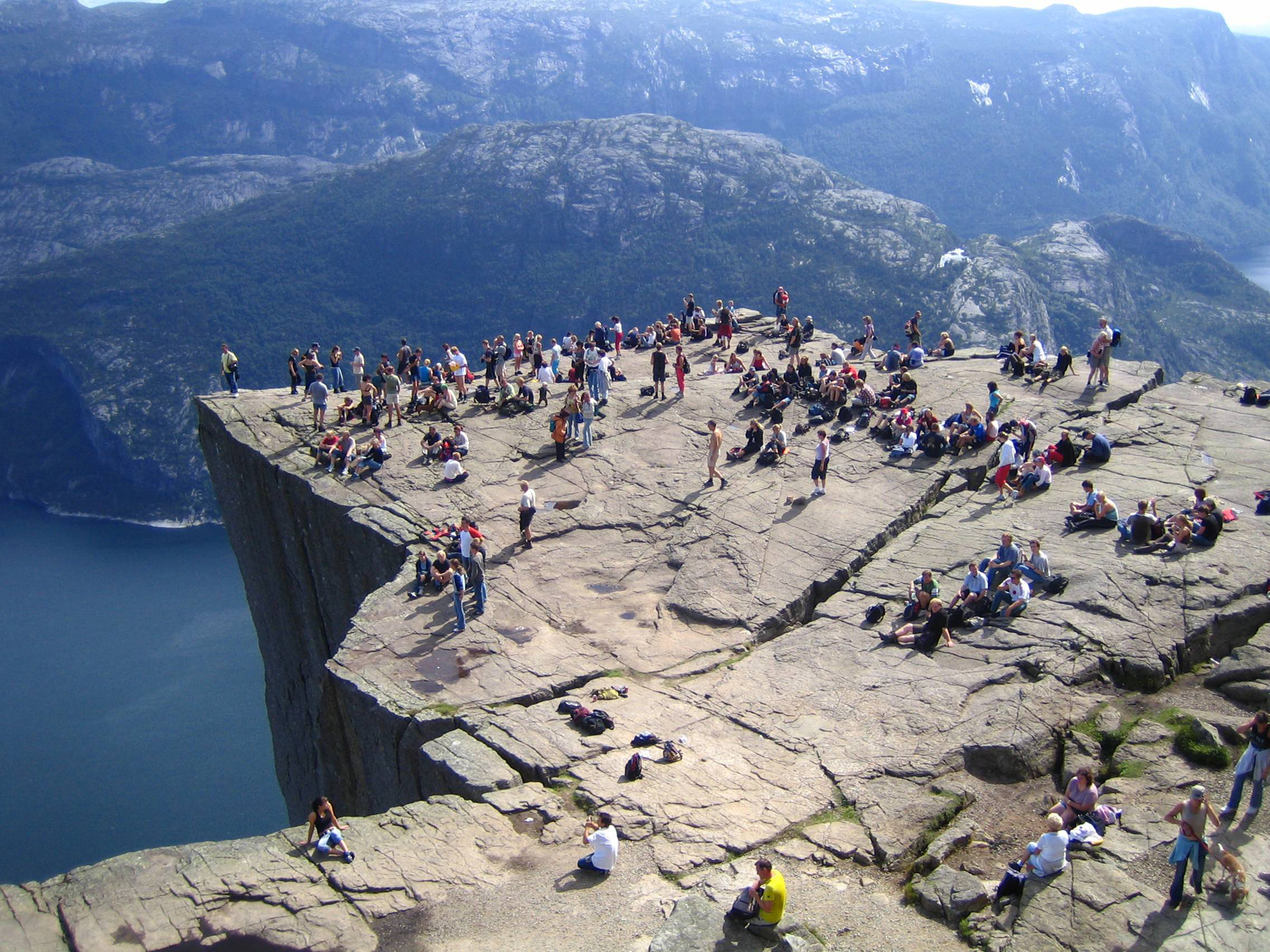
Vue de Preikestolen.
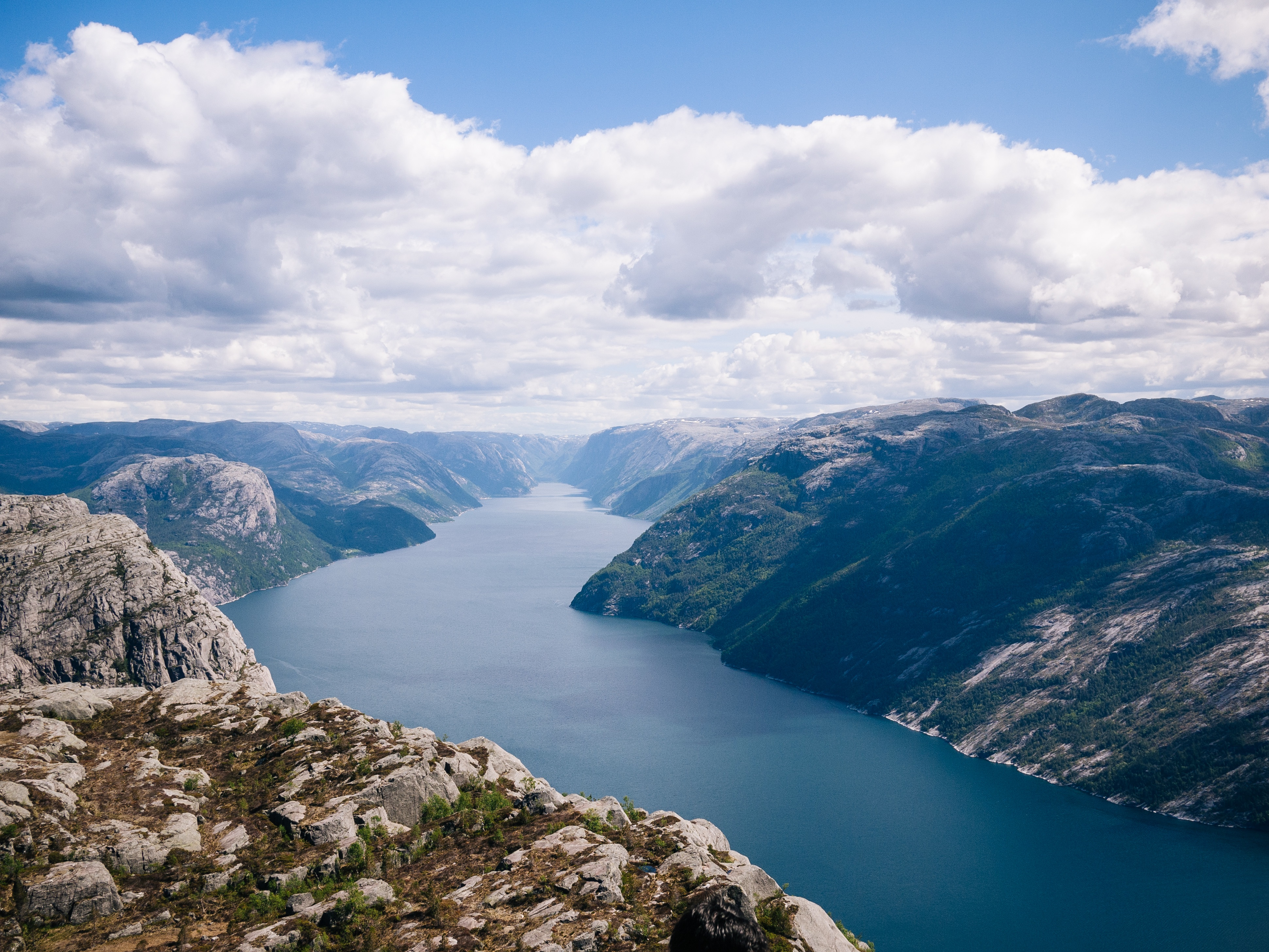
Vue du Lysefjord en direction de l'amont depuis Preikestolen.
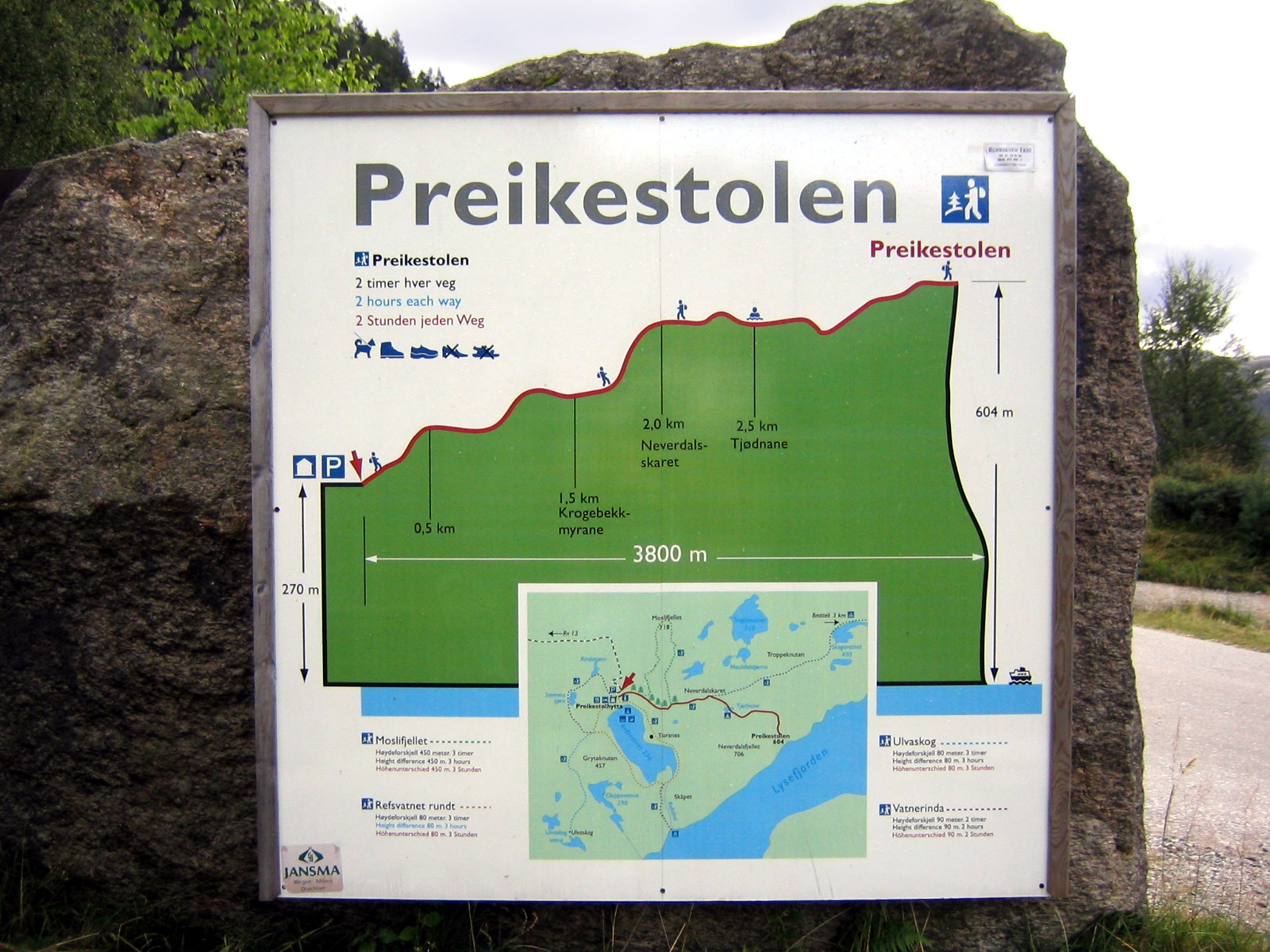
Panneau de l'itinéraire de randonnée.

## Dans la culture
Le site est présent dans la dernière partie du film Mission impossible : Fallout avec Tom Cruise.
Dans les dernières secondes de l'épisode 10 de la saison 2 de la série télévisée Vikings, Ragnar Lodbrok y est assis.